# Corteza de menta

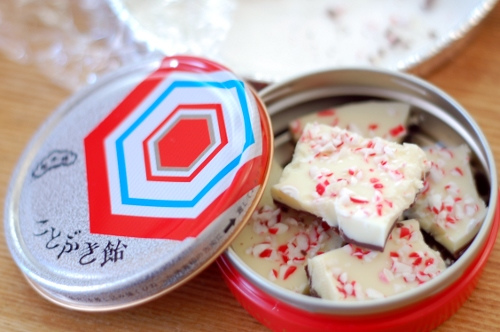
Corteza de menta

La corteza de menta es un dulce de chocolate. Por lo general, se compone de piezas de caramelo de menta en chocolate blanco en la parte superior de chocolate negro, pero la corteza de menta puede referirse a cualquier chocolate con trozos de caramelo de mento en ella.

## Corteza de menta
Es especialmente popular en la temporada de Navidad. Las compañías conocidas por venderlas son Williams-Sonoma, Ghirardelli Chocolate Company, y Dove. Aunque no la etiquetan como corteza de menta, Hershey's también vende besos de menta de Hershey's.